# 朱勛瀳
清源端和王朱勋瀳（1492年—1558年3月23日），明朝清源荣僖王朱诠鏴嫡长子。明太祖五世孙。明朝第三代清源王。
弘治七年（1494年）三月赐名。正德十年（1515年），父亲朱诠鏴去世。正德十六年（1521年）八月，明世宗册封朱勛瀳袭封清源王。嘉靖三十七年（1558年）三月，朱勋瀳去世，朝廷按例赐祭葬，谥端和。
嘉靖四十年（1561年）十月，庶長子朱胤㭁受册袭封清源王。

## 评价
- 《弇山堂别集》卷075：守禮執義，不剛不柔。